# Li Yao
Li Yao (李瑶S, Lǐ YáoP; Shenyang, 21 novembre 1977) è un ex calciatore cinese, di ruolo centrocampista.

## Carriera

### Club
Ha giocato nella prima divisione cinese.

### Nazionale
Ha partecipato ai Mondiali Under-20 del 1997.

## Palmarès

### Club

#### Competizioni nazionali
- Supercoppa di Cina: 1

Liaoning: 2000